# ناتانیل فولسوم
ناتانیل فولسوم (Nathaniel Folsom) (28 سپتامبر ۱۷۲۶–۲۶ مه ۱۷۹۰ میلادی)، یکی از تاجران و دولتمردان آمریکایی بود. او نماینده نیوهمپشایر در کنگره قاره‌ای در ۱۷۷۴ و ۱۷۷۷ تا ۱۷۸۰ میلادی بود که انجمن قاره‌ای را امضاء کرد. او به عنوان سرلشکر شبه‌نظامیان نیوهمپشایر طی جنگ انقلاب آمریکا و همچنین به عنوان پدر بنیانگذار ایالات متحده خدمت کرد.

## زندگی خصوصی
فولسوم در خانواده بزرگی در اکسیتر، نیوهمپشایر بدنیا آمد. اجداد او در میان اولین ساکنین اکسیتر بودند که به همراه خانواده گیلمن به آنجا رسیدند، خانواده‌ای که از هینگهام ماساچوست، کمی قبل از حرکت به سوی نیوهمپشایر با آنها ارتباط داشتند. املای اصلی این خانواده Foulsham بود. فولسوم‌ها خارج از هینگهام، نورفک انگلستان به تملک زمین ادامه دادند، سال‌های سال پس از این که مستعمرات خلیج ماساچوست را ترک کردند. در ۱۶۷۳ میلادی، جان فولسوم از اکسیرت به پسرش پیتر ۵۰ جریب فرنگی (۲۰۰ هزار متر مربع) زمین در شهرستان نورفولک انگلستان داد، زمینی که از خانواده اش به ارث برده بود. پدر ناتانیل فولسوم به نام جوناتان (حدود ۱۶۸۵ تا ۱۷۴۰ میلادی) با آن لد (۱۶۹۱–۱۷۴۲ میلادی) ازدواج کرده و این فرزندان را بدنیا آورد: آنا، سارا، لیدیا، الیزابت، ابیگیل، جان، مری، ناتانیل، جوناتان، ساموئل، جوسیاه و تروورتی (از روی نام یکی از اجداد فولسوم به نام تروورگی نامگذاری شده‌است).
هنگامی که پدر فولسوم در ژانویه ۱۷۴۰ میلادی فوت کرد، ناتانیل سیزده ساله به عنوان تاجر مشغول به کار شد. او در الوار سرمایه گذاره کرده و اره آسیابی باز کرد. سپس در ۱۷۶۱ میلادی وارد تجارت با برخی از اقوام دورش چون جوزف و جوسیاه گیلمان شد. آنها «فولسوم، گیلمن و گیلمن» شدند و یک مغازه عمومی باز کرده و کشتی‌هایی ساخته و در ادامه در رابطه با واردات/صادرات فعالیت نمودند. این شرکت در اکسیتر و پرتسموث فعالیت کرد. گرچه که شرکاء در ۱۷۶۸ میلادی از هم جدا شدند، فولسوم بقیه عمرش را در زمینه تجارت خارجی، عملیات الوار و چوب بری مشغول به کار بود.
فولسوم دوبار ازدواج کرد، اولین بار با دوروتی اسمیت (۱۷۲۶–۱۷۷۶ میلادی) که فرزندانشان شامل اینها بودند: ناتانیل، دوروتی، جوناتان، آنا، آرتور، مری و دبوراه. دبوراه همسر اول فرماندار نیوهمپشایر، جان تیلور گیلمن و مری دومین همسرش بود. فولسوم مجدد با مری فیشر ازدواج کرد و یک دختر به نام روت ویر داشتند.

## حرفه نظامی
فولسوم همچون بسیاری از جوانان دیگر به شبه‌نظامیان پیوست. طی جنگ فرانسویان و سرخپوستان، او کاپیتان یک دسته در هنگ استانی نیوهمپشایر طی مأموریت اعظامی نقطه کراون بود که توسط سر ویلیام جانسون در ۱۷۵۵ میلادی رهبری می‌شد. در نبرد دریاچه جورج، دسته او که توسط توپخانه‌های ماساچوست حمایت می‌شدند، غافلگیر شده و بارون دیسکائو، فرمانده ارشد فرانسوی را اسیر کرد. در کنار تسخیر بارون، آن‌ها نیروهای فرانسوی را پراکنده‌ساختند، قطار چمدان‌های فرانسویان را همراه با حجم حیاتی انبوهی از اقلام تأمینی را گرفتند و تنها شش نفر تلفات دادند.
فولسوم ادامه داد تا سرهنگ هنگ چهارم شبه‌نظامیان نیوهمپشایر شد. مأموریت رسمیش توسط فرماندار جان ونتوورث پس از هجمه بر فورت ویلیام و مری در دسامبر ۱۷۷۴ میلادی لغو شد. سرهنگ فولسوم بدون در نظر گرفت این لغو مأموریت، هنگش را به پورتسماوت برده و توپ‌های تسخیر شده را به‌طور امن به دورام با اسکورت برگرداند.
نزدیک آغاز جنگ انقلابی، کنگره استانی او را تیمسار سرتیپ فرمانده نیروهای نیوهمپشایر نامید. این مسئله موجب برخی از پریشانی‌ها شد، چرا که دولت موقتی ماساچوست نیز نام جان استارک را بر همان سمت نهاده بود. در آن زمان، سرهنگ استارک فرمانده ارشد مردان نیوهمپشایری بود که اقدام به تسخیر بوستون کرده بودند. این سرگشتگی در ژوئن ۱۷۷۵ میلادی حل شد، هنگامی که کنگره قاره‌ای جان سالیوان را ژنرال آن نیروهای نیوهمپشایری نمود که در ارتش قاره‌ای خدمت می‌کردند. فولسوم افسر ارشد نیروهای شبه‌نظامی در ایالت بود. او بعدها سرلشکر لقب گرفت و به نیروگیری، آموزش و تأمین نیروها طی جنگ ادامه داد.

## حرفه سیاسی
فلسوم چندین سال را به عنوان اعتدالگر جلسات شهرک در اکسیتر خدمت کرد. هنگامی که کنگره استانی انقلابی اولین بار در ۲۱ ژوئیه ۱۷۷۴ میلادی نشست برگزار کرد، او یک نماینده بود. کنگره استانی او را نماینده خود در اولین کنگره قاره ای نامید که در فیلادلفیا نشست برگزار کردند. در آن هنگام او صاحب امضا در انجمن قاره‌ای بود.
فولسوم هنگامی که همه چیز به موفقیت انقلاب مرتبط بود، عضوی بود که دچار جنبه‌های شک‌گرایانه شده بود. در این دوره هم که افراد زیادی در کشور پراکنده شده که با کشور مادر همدردی کرده و خود را «توری‌ها» می‌نامیدند، اقتباس روش‌ها یا انجام برخی از اقدامات ضروری شد، اقداماتی که می‌توانست به شناخت دوستان و دشمنان استقلال کمک نمایند. کنگره قاره‌ای بر این اساس شرطی گذاشت که طبق آن تمام افرادی که به آزادی و استقلال علاقه‌مند بودند باید با سلاح‌ها و پول خود با خصومت‌های بریتانیاییان مخالفت می‌ورزیدند. این الزام موجب نامگذاری «آزمون انجمن» شد. تمامی افرادی که از امضاء صرفنظر نمودند خلع سلاح شده و با حسادت مورد مراقبت قرار می‌گرفتند و تمامی تظاهرات خصمانه‌شان مورد توجه واقع شده و به کمیته امنیت گزارش می‌شد، کمیته‌ای که از افراد گماشته شده توسط مجلس عمومی ترکیب یافته بودند. دستورها و توصیه‌های آنها تمام قدرت و اثرات لازمه را داشته و به اندازه کنش‌ها و تصمیمات مجلس عمومی نافذ بودند.
فولسوم در ۱۷۷۵ میلادی خدماتش را در کنگره استانی تا ۱۷۸۳ میلادی ادامه داد. او هنگامی گماشته شدن بر کمیته امنیت نیوهمپشایر، متحد سیاسی نزدیکی با «مشچ ویر» و جوسیا بارتلت شد. در ژانویه ۱۷۷۶ میلادی نیز قاضی دادگاه دادخواست‌های عوام شد. در ۱۷۷۷ و ۱۷۷۹ میلادی به عنوان نماینده دومین کنگره قاره‌ای بازگشت.
در ۱۷۸۳ میلادی، قاضی ارشد دادگاه دادخواست‌های عوام شد. همان سال معاهده مشروطه ایالتی را بر عهده گرفت. هنگامی که اساسنامه اقتباس گردید، به عنوان رئیس معاهده، نامه‌ای را نوشت و سپس آن نامه را برای شهرک‌ها جهت انعقاد ارسال نمود. نکته جالب اینجاست که یکی از مسائلی که توسط اساسنامه مطرح شد، محدودسازی تعداد دفاتری بود که در دست یک نفر می‌توانست قرار گیرد؛ لذا فولسوم از مجلس عمومی، سرکرده شبه‌نظامیان و شورای دولتی استعفا داد. او موقعیت قاضی ارشد شهرستان راکینگهام را تا زمان مرگش در اکسیتر طی ۲۶ مه ۱۷۹۰ میلادی در دست داشت. او در قبرستان خیابان زمستان اکسیتر دفن شده‌است.

## ارجاعات
1. ↑  Exeter in 1776, Charles Henry Bell, News-Letter Press, Exeter, N.H., 1876
2. ↑  Chapman p.57
3. ↑  Chapman p.58
4. 1 2 3 4 5  Biographical Directory of the United States Congress
5. ↑  Willey p.13
6. ↑  Ammerman
7. ↑  Willey p.23